# Astragalus acantherioceras
Astragalus acantherioceras es una  especie de planta herbácea perteneciente a la familia de las leguminosas. Es originaria del Asia
Es una planta herbácea perennifolia, insuficientemente conocida, originaria de Afganistán.

## Taxonomía
Astragalus acantherioceras fue descrito por  Karl Heinz Rechinger & Mogens Engell Köie  y publicado en Biologiske Skrifter 9,3 (Symb. Afghan. III.), p. 147 en 1958.
Etimología
Astragalus: nombre genérico derivado del antiguo Griego άστράγαλος y luego del Latín astrăgălus aplicado ya en la antigüedad, entre otras cosas, a algunas plantas de la familia Fabaceae, debido a la forma cúbica de sus semillas parecidas a un hueso del pie.
acantherioceras: epíteto derivado de acanthus, espina y ceras, cuerno: literalmente con "cuernos agudos".